# Estilo wagneriano
El estilo wagneriano se refiere al estilo de la música del compositor alemán Richard Wagner (1813-1883). Este estilo cambió totalmente la ópera, desarrollando nuevos arquetipos literarios, escénicos y musicales.

## Buscando un estilo
En la obertura de Rienzi, el principio es de la misma mano que escribirá Lohengrin y Tannhäuser: una orquesta densa, con una sonoridad bien alemana, un estilo majestuoso, una línea melódica noble, pero el aliento no dura demasiado tiempo, y termina como si fuera una opera italiana. En general, en toda la obra se siente la influencia del bel canto de los años 30: la ópera está dividida en cuadros (arias, coros, dúos,…). Será la última con esa estructura.
En El holandés errante (Der Fliegende Holländer) es posible ya percibir los leitmotivs con toda claridad, y el discurso musical es más fluido, ya que no hay división de los actos en cuadros. En el coro de las hilanderas, Wagner repite los esquemas de la ópera weberiana, no se puede adivinar todavía al Wagner innovador, mientras que en el último acto, el duelo entre los coros de los marineros noruegos y el de los marineros holandeses ya anuncia al Wagner de la madurez. En ese coro, Wagner usa un empaste orquestal basado en los metales; los cornos franceses dan un carácter particularmente bélico al tocar el tema de los marinos holandeses, que sumerge como una marejada al inocente tema de los marineros noruegos. Curiosamente, esta obra es una de las raras obras en las cuales el protagonista principal masculino no es el tenor. Desde el punto de vista literario, Wagner toca el tema de la redención por el amor, un tema que tratará de diversas maneras a lo largo de su vida.
Tannhäuser (1845) es un gran paso adelante. Ya no hay más resabios de los precursores: los leitmotivs son bien claros, no hay más divisiones en cuadros, la música ya no sigue el esquema de la ópera italiana con pinceladas del estilo de Carl Maria von Weber. Los tres actos son de una continuidad total. Es cierto: hay arias, dúos, coros, pero que se hilvanan uno tras otro sin divisiones. El tema de los peregrinos, que se escucha tres veces: en la obertura, al principio del tercer acto, y en el coro final, es de una majestuosidad que recuerda al del comienzo de la obertura (y aria) de Rienzi, pero en Tannhäuser Wagner consigue mantener el aliento de esa majestad de un extremo al otro de la obra. La obertura, con la bacanal de Venusberg, es un precursor de un género muy popular a fines del siglo XIX y principios del XX: el poema sinfónico. Desde el punto de vista literario, Wagner sigue con la idea de la heroína que redime al héroe por el amor, pero aparece por primera vez el tema de la germanidad, cuando en el segundo acto el coro hace el elogio de la sala donde los Minnesinger, los cantores del amor cortesano, hacían sus proezas artísticas.
Lohengrin (1850) es otro paso adelante. La orquestación es aún más densa que la de Tannhäuser, y aparece un tema nuevo en la parte literaria: el del santo Grial, que será tratado de nuevo en Parsifal. Por otro lado, Wagner acentúa el tema de la germanidad: el protagonista secundario Heinrich der Vogler, es un rey que va a defender las fronteras del imperio germánico frente a los invasores húngaros. Musicalmente, Lohengrin es de una sublimidad que lo aleja totalmente de la ópera italiana. Lohengrin es la última ópera de un joven adulto, y la primera de un Wagner maduro.

## La madurez
En El oro del Rin (Das Rheingold; 1853, 1869), aparecen varios cambios. Wagner ya no lo llama ópera, sino drama musical; teniendo en cuenta que en griego drama quiere decir "acción", existe una lógica. Aparece por primera vez el germanismo primitivo de la Tetralogía. Ya no hay obertura; luego de majestuosos arpegios a cargo de las cuerdas, las hijas del Rin hacen el elogio del río, su padre. Los leitmotivs son cada vez menos claros y definidos, porque se entrelazan y discuten, como las músicas respectivas de los marineros en El holandés errante. Wagner introduce una orquesta de yunques y martillos a cargo de los nibelungos. La música, por primera vez, es sumamente densa y difícil; es una obra de Wagner de comprensión difícil aún para un público experimentado. Desde el punto de vista literario, hay muchas disquisiciones filosóficas a cargo de los personajes. En efecto, El oro del Rin es una obra de teatro filosófica, donde la música (casi incidental) sirve para subrayar sentimientos e ideas, no acciones. Conviene notar que en El oro del Rin, todos los personajes son mitológicos, y que a medida que la tetralogía avanza, aparecen personajes más y más humanos. En El ocaso de los dioses, sólo aparecerán humanos.
Es, entonces, una mezcla de dioses y de humanos la que aparece en La valquiria (1857, 1870). Esta obra es probablemente una de las más logradas de Wagner. El tema de la espada cuando Sigmundo, solo, implora a su padre la espada que le prometió para el día de la mayor desgracia, el dúo final del primer acto, el anuncio de la maternidad a Siglinda, que introduce un leitmotiv que se utilizará en tres obras, la despedida de Wotan, son todos momentos de una gran musicalidad. Desde el punto de vista literario, tiene frases de una gran belleza: "Jamás atraviese este fuego quien tema la punta de mi lanza". Obviamente, sólo quien no conozca el miedo podrá atravesar el fuego del dios Loge, y ese, es Sigfrido.
En Sigfrido (1869) encontramos un Wagner aún más denso que en El oro del Rin. Encontramos algunos fragmentos que ya son poemas sinfónicos (Wagner derivó de algunos leitmotivs de dos obras un poema sinfónico llamado el Idilio de Sigfrido), y la música es, aun siendo tonal, sumamente difícil. Desde el punto de vista literario, conviene notar que Wagner no respeta la versión original de El anillo del nibelungo: en efecto, en la versión medieval Sigfrido convierte a la valquiria en su mujer combatiendo contra ella, mientras que en su obra, Sigfrido discute con Brunilda hasta convencerla en convertirse en su mujer.
En El ocaso de los dioses (Götterdämmerung, 1876), la música sigue siendo de una gran densidad, a veces al límite de la tonalidad, un procedimiento que Wagner ya había explorado en Tristán e Isolda. Aún en medio de un discurso musical tan difícil (técnicamente, estamos a años-luz del Wagner de Rienzi y aun del de Lohengrin), hay lugar para momentos de gran emoción, por ejemplo cuando Waltraute le cuenta a su hermana Brunilda lo que sucedió después de su partida. El asesinato de Sigfrido es un gran momento de teatro y de música, los últimos pensamientos de Sigfrido agonizante son para Brunilda y sus ojos, la música parece salida de Tristán e Isolda; la redención por el amor, un tema recurrente en la obra wagneriana, vuelve con Brunilda devolviendo el oro maldito al Rin y sacrificándose en la hoguera con su amado, en medio de una música celestial.
Conviene notar la aparición en la Tetralogía de un instrumento, la tuba wagneriana, que es tocada por instrumentistas de corno francés, y que dan al empaste orquestal un tono sumamente original.

## Dos obras no convencionales
Dos obras se intercalan en la Tetralogía: Tristán e Isolda (1865) y Los maestros cantores de Núremberg (Die Meistersinger von Nürnberg, 1868). Musicalmente, Tristán e Isolda es lo que hubiera escrito Debussy de haber sido alemán: es impresionista, la música, sombría en los actos primero y casi todo el tercero, voluptuosa en el segundo, sublime al final del tercero, coquetea con la atonalidad; Wagner la aplica con pinceladas, es difícil establecer una línea melódica, sino que existen varias simultáneamente que se entrelazan, como los infortunados amantes, baste como ejemplo el aria de mezzo-soprano Einsam wachend in der nacht, cuando en el segundo acto Brangania vela por el sueño de los amantes, modula (cambia de tonalidad) cada tres o cuatro compases. En esta obra no hay redención, pero el amor es igualmente el protagonista central, no los infortunados amantes.
Los maestros cantores de Núremberg retoma el tema del pangermanismo. Es una obra de madurez, pero es sumamente tonal, tiene humor, emoción y movimiento de masas, lo que permite recomendarla para introducir a los neófitos a la obra wagneriana. Como en El anillo del nibelungo, Wagner usa de nuevo un yunque, pero esta vez de manera cómica: el yunque de Hans Sachs le hace notar al infame Beckmesser sus faltas en el arte de la tabulatura. Los coros son magníficos, superiores a los de Lohengrin y a los de Tannhäuser. El coro inicial "Da zu dir der Heiland kam", un coral protestante abre la obra; los coros cantando loas a los artistas alemanes la cierran. Literariamente, la obra no aporta muchas disquisiciones filosóficas, pero queda claro entre líneas (por ejemplo, en el aria de Pogner cuando propone a su hija como premio al vencedor del concurso) el nacionalismo germano de Wagner.

## Al borde de la atonalidad
Parsifal (1882). En su última obra, Wagner abandona totalmente el tema del germanismo, y retoma el de la redención, no ya por el amor, sino por la fe. La música ya es claramente por momentos atonal, mientras que en otros, vuelve a la tonalidad y retoma la espiritualidad y los leitmotivs de Lohengrin. Wagner nunca habló de atonalidad; sí de seducción, atracción y belleza. Los coros masculinos de los actos primero y tercero son de una virilidad emocionante; no se esperaba menos de monjes militares. El transporte del féretro de Titurel por sus camaradas de armas es sombrío, la entrada de Parsifal en la ceremonia del primer acto es sublime, el coro final Erlösung der Erlöser (Salvación al salvador) es angelical. Wagner ya no es el de antes; la historia consigna que, incapaz de dirigir él mismo esta obra (que llamó Drama Sagrado), eligió a un no-cristiano, el maestro judío Hermann Levy, quien la estrenó en Bayreuth en 1882.
Wagner compuso además Cinco Canciones Lieder para voz femenina, las Wesendonck Lieder, dos de las cuales son bocetos para Tristan und Isolde y la pieza orquestal el Idilio de Sigfrido que usará en Siegfried.
(Nota: Cuando hay dos fechas, la primera es la fecha probable de composición, la segunda la de estreno.)